# Iwan Małkowycz
Iwan Małkowycz (ukr. Іван Антонович Малкович), (ur. 5 maja 1961 r. w miejscowości Berezów Niżny (Нижній Березів) w obwodzie iwanofrankowskim), ukraiński poeta, członek Narodowego Towarzystwa Pisarzy Ukrainy i wydawca. Odznaczony Orderem Uśmiechu.
Urodził w rodzinie Antona (Antosia) i Juliji z Arsenyczów Małkowycz, potomków drobnej szlachty jaka pieczętuję się herbem Sas.
Ukończył szkołę muzyczną w Iwano-Frankiwsku (1980) oraz studia filologiczne na Uniwersytecie Kijowskim im. T. Szewczenki (1985).
Autor zbiorów poezji: Білий камінь (1984), Ключ (1988), Вірші (1992), Із янголом на плечі (1997) oraz książek dla dzieci, np. Українська абетка, Улюблені вірші.
Iwan Małkowycz tak, jak Wiktor Neborak, Ołeksandr Irwanec reprezentuje tzw. poezję konstatacji. W swoich wierszach podejmuje tematy życia codziennego, opisuje pozornie nieważne zdarzenia, przelotne uczucia. Świat jest rozmyślnie ograniczony i osobisty, pozbawiony wielkich politycznych idei. Należy do młodszej generacji twórców, dzieci pokolenia szistdesiatnyków, która w l. 80. podjęła pisarską walkę o odrębność artystyczną i historyczną.
Obecnie mieszka i pracuje w Kijowie, gdzie w 1992 r. założył pierwsze prywatne wydawnictwo literatury dziecięcej «А-БА-БА-ГА-ЛА-МА-ГА» (nazwa wydawnictwa to cytat z wypowiedzi dziecka w jednym z opowiadań Iwana Franki). Wydawnictwo to może poszczycić się wieloma sukcesami ilustratorów na międzynarodowych targach książki, wydaniem stu książek w nakładzie trzech milionów egzemplarzy oraz ostatnio, tłumaczeniem Harry’ego Pottera).